# Setantis
Els setantis (en llatí Sentantii, en grec antic Σετάντιοι) eren una tribu probablement del grup dels brigants (brigantes) a la costa occidental de la Britànnia romana, amb un port (Σεταντίων λιμήν segons Claudi Ptolemeu), Setantiorium Portus que devia ser proper a Caernarfon.